# Francisco Álvarez de Toledo y Pacheco
Francisco Álvarez de Toledo y Pacheco (¿?-antes de 1548) fue un noble español, II conde de Oropesa y señor de Jarandilla, Tornavacas, Cabañas y el Horcajo.

## Biografía
Fue el hijo del segundo matrimonio de Fernando Álvarez de Toledo y Zúñiga, el I conde de Oropesa y de María Pacheco y Portocarrero, hija de Juan Pacheco, I marqués de Villena, I conde de Xiquena y I duque de Escalona y de María Portocarrero .
Al igual que sus antepasados llevó el estoque real, participando en el juramento del rey Carlos I de España, en 1518.
Peleó en la conquista de Túnez. En 1528 fundó el monasterio de la Concepción, en Oropesa y en 1531 vendió al conde de Osorno dos tercios de sus dominios en Pasarón.
En 1508 contrajo matrimonio con María de Figueroa y Álvarez de Toledo, primigénita de Gómez Suárez de Figueroa, II conde de Feria y de su segunda esposa, María Álvarez de Toledo, hija de los I duques de Alba de Tormes.
Fue sucedido por su hijo Fernando Álvarez de Toledo y Figueroa, III conde de Oropesa.

Sus otros hijos fueron:
- Maria Alvarez de Toledo y Figueroa, casada con Francisco de Rivera Barroso y Rivera
- Juan de Figueroa, Castellano de Milán
- Francisco Álvarez de Toledo (1515-1582), quinto y más importante Virrey del Perú.[2]